# Cerro Largo (Brasil)
Cerro Largo és un municipi a l'estat de Rio Grande do Sul. És a una altura de 211 metres sobre el nivell del mar. La seva població estimada al cens del 2010 era de 13.289 habitants. Ocupa una superfície de 174,64 km².